# Nessuno ci può fermare
Nessuno ci può fermare (Stir Crazy) è un film del 1980 diretto da Sidney Poitier con protagonisti Gene Wilder e Richard Pryor.

## Trama
Lo scrittore Skip Donahue e l'attore squattrinato Harry Monroe vengono licenziati dai loro rispettivi lavori a New York, e decidono di partire insieme per Hollywood a cercare fortuna. Sulla strada, effettuano lavoretti qua e là per sbarcare il lunario. Nel corso di uno di questi impieghi, Skip e Harry si ritrovano travestiti da picchi a cantare e ballare per una campagna pubblicitaria di una banca all'interno della stessa davanti ai clienti divertiti. Quando Harry e Skip si levano i ridicoli costumi per prendersi una pausa, due loschi figuri prendono il loro posto indossando gli stessi e rapinano la banca nel bel mezzo dello spettacolo. Al loro ritorno, gli ignari Harry e Skip vengono immediatamente arrestati, processati per direttissima e ricevono una condanna esemplare di 125 anni di carcere.
La vita all'interno di un carcere di massima sicurezza si rivelerà molto difficile per i due malcapitati... Dopo un fallito tentativo di fingersi pazzi, Skip e Harry fanno amicizia con Jesus Ramirez, un vero rapinatore di banche, e Rory Schultebrand, un gay colpevole di aver ucciso il proprio patrigno. Essendo in carcere ormai da diverso tempo, Jesus e Rory informano Skip e Harry dei numerosi pericoli dell'ambiente, come le angherie dei secondini e la pericolosità di criminali incalliti come Jack Graham, che comanda il braccio di detenzione. Il detenuto più temuto di tutti, è comunque l'enorme Grossberger, un assassino di massa incredibilmente forzuto che si rifiuta di parlare e terrorizza persino le guardie carcerarie. Scorgendo qualcosa di "buono" in Grossberger, Skip fa un tentativo di rivolgergli parola ma senza alcun successo.
Dopo aver passato tre mesi in galera, Skip e Harry vengono portati dal direttore Warden Walter Beatty e dal vicesceriffo Warden Wilson, capo delle guardie carcerarie. I due sottopongono ad un "test" Harry e Skip facendo loro cavalcare un toro meccanico nell'ufficio del direttore. Con gran stupore di tutti, Skip si rivela un asso sul toro meccanico riuscendo a non essere disarcionato nemmeno al massimo livello, quindi Beatty lo sceglie per rappresentare la prigione nell'annuale rodeo organizzato dalle prigioni dello Stato. Jesus e Rory rivelano a Harry e Skip la verità nascosta dietro il rodeo: si tratta di una truffa organizzata da Beatty e dal direttore della prigione vicina Henry Sampson, che si intascano i soldi del premio destinati ai carcerati.
Sapendo che Skip è stato scelto come nuovo "campione" del carcere, Jesus e Rory organizzano un piano di evasione. Skip, però, indignato dai loschi affari dei due direttori, si rifiuta di partecipare al rodeo. La vita in carcere si fa quindi molto più difficile per lui e i suoi amici dato che Wilson e le guardie decidono di rendergli la vita un inferno fino a quando non accetterà di gareggiare per la prigione. Vengono assegnati a Skip i lavori più duri e sfiancanti, poi viene privato anche del sonno e dell'acqua. Come se non bastasse, i secondini lo lasciano incatenato appeso al soffitto per una notte intera in isolamento. Al suo ritorno in cella, Skip scopre con grande orrore che lui ed Harry hanno un nuovo compagno di cella: Grossberger, con il quale però, riescono sorprendentemente a fare amicizia finendo a giocare a carte con lui. Harry e Skip ricevono la visita del loro avvocato Len Garber, accompagnato dalla cugina Meredith, della quale Skip si innamora all'istante.
Poco tempo dopo, Harry viene spedito in infermeria per un'appendicite. Un prigioniero nel letto accanto gli riferisce che spesso nel corso delle operazioni vengono commessi "strani errori" sotto i ferri. Ricoverato per un'ernia, il chirurgo lo castrò per errore. Alla vista del dottore, Harry fugge urlando dall'infermeria. Skip decide infine di fare un accordo con il direttore Beatty. In cambio della sua partecipazione al rodeo, Skip pretende che i suoi amici (Harry, Jesus, Rory, e Grossberger), ottengano una cella più spaziosa, e condizioni di vita più favorevoli all'interno della prigione. Intanto il piano di evasione procede nella sua ideazione. Viene deciso che il gruppo fuggirà il giorno stesso del rodeo approfittando della confusione venutasi a creare grazie all'evento. Nel frattempo fuori dal carcere una bambina testimone della rapina in banca per la quale erano stati condannati Skip e Harry riconosce i veri colpevoli dal tatuaggio sulla mano di uno dei due, e Meredith avvisa la polizia.
Arriva il giorno del rodeo, e Skip deve gareggiare contro il campione della prigione rivale Caesar Geronimo per ottenere la ricompensa: una borsa piena di dollari fissata sulla fronte di un toro furente. Skip chiede a Caesar se non è stanco della prepotenza del suo direttore, suggerendogli di come egli fosse intenzionato a lasciarlo vincere a patto che lui getti la borsa con i soldi ai prigionieri dopo averla strappata al toro. Caesar accetta e vinti i soldi getta la borsa ai carcerati nel pubblico tra lo sgomento dei direttori Beatty e Sampson. Skip e soci si preparano a fuggire attraverso un passaggio segreto, e aiutati da Grossberger (che però decide di restare in carcere) il gruppo riesce ad evadere.

## Produzione

### Riprese
Il film venne girato a Manhattan, New York; Burbank, California; St. George, Utah; Florence e Tucson, Arizona. Le riprese durarono 56 giorni, dal 13 marzo al 23 maggio 1980.

## Accoglienza
Il film incassò 101.300.000 dollari, diventando il terzo maggior incasso al box office nel 1980, dietro L'Impero colpisce ancora e Dalle 9 alle 5... orario continuato.